# 1976年夏季残疾人奥林匹克运动会澳大利亚代表团
1976年夏季残疾人奥林匹克运动会澳大利亚代表团是澳大利亚派出的1976年夏季残疾人奥林匹克运动会代表团。获得16枚金牌、18枚银牌和7枚铜牌。